# داينيوس شالنجا
داينيوس شالنجا (بالليتوانية: Dainius Šalenga)‏ مواليد 15 أبريل 1977 في الجمهورية الليتوانية السوفيتية الاشتراكية، هو لاعب كرة سلة ليتواني. بدأ مسيرته الاحترافية في سنة 1997. يلعب مع أوتينوس يوفنتوس. يحمل الرقم 20. يبلغ طوله 6 قدم 6 بوصة (2.0 م). مثّل منتخب بلاده. شارك في دورة الألعاب الأولمبية الصيفية سنة 2004. حقق المركز الأول في بطولة أمم أوروبا لكرة السلة 2003.

## المسيرة الاحترافية
لعب مع نادي ساكالي لكرة السلة من سنة 1998 إلى 2000، ثم لعب مع زالغيريس لكرة السلة من سنة 2000 إلى 2005، ثم لعب مع نادي سانت جوسيب لكرة السلة في الدوري الإسباني من سنة 2005 إلى 2007، ثم لعب مع نادي بوديفلنيك لكرة السلة في موسم 2012–2013.

## سجل المنافسة
شارك في المنافسات التالية:
- بطولة أمم أوروبا لكرة السلة 2003
- الألعاب الأولمبية الصيفية 2004

## الميداليات
| الميدالية | المسابقة                         |
| --------- | -------------------------------- |
| ذهبية     | بطولة أمم أوروبا لكرة السلة 2003 |

## إحصائيات المسيرة

### الدوري الأوروبي
| السنة   | الفريق                    | لعب | بدأ | دقيقة | ميداني% | ثلاثية | حرة   | ارتداد | صنع | استلاب | تصدي | نقطة | أداء |
| ------- | ------------------------- | --- | --- | ----- | ------- | ------ | ----- | ------ | --- | ------ | ---- | ---- | ---- |
| 2000–01 | زالغيريس لكرة السلة       | 6   | 1   | 22.1  | .500    | .400   | .833  | 2.3    | 1.2 | 1.0    | .2   | 7.3  | 6.7  |
| 2001–02 | زالغيريس لكرة السلة       | 14  | 10  | 30.2  | .521    | .346   | .810  | 2.6    | 1.9 | 1.4    | .4   | 11.7 | 11.3 |
| 2002–03 | زالغيريس لكرة السلة       | 10  | 6   | 27.1  | .615    | .310   | .600  | 2.2    | 1.8 | 1.0    | .4   | 8.4  | 7.2  |
| 2003–04 | زالغيريس لكرة السلة       | 20  | 16  | 27.3  | .577    | .222   | .718  | 2.4    | 2.0 | 1.0    | .2   | 7.9  | 7.6  |
| 2004–05 | زالغيريس لكرة السلة       | 20  | 19  | 33.5  | .606    | .349   | .706  | 2.8    | 3.3 | 1.5    | .3   | 12.0 | 13.1 |
| 2007–08 | زالغيريس لكرة السلة       | 17  | 2   | 12.4  | .538    | .350   | .625  | 1.9    | .3  | .5     | .1   | 3.2  | 3.4  |
| 2008–09 | زالغيريس لكرة السلة       | 10  | 5   | 26.4  | .569    | .239   | .676  | 3.1    | 1.6 | 1.2    | .2   | 11.4 | 10.5 |
| 2009–10 | زالغيريس لكرة السلة       | 16  | 16  | 27.3  | .410    | .411   | .757  | 3.0    | 1.2 | 1.3    | .1   | 10.3 | 9.8  |
| 2010–11 | زالغيريس لكرة السلة       | 10  | 7   | 20.1  | .375    | .267   | .857  | 1.6    | 1.1 | .6     | .1   | 4.8  | 3.8  |
| 2011–12 | زالغيريس لكرة السلة       | 6   | 4   | 25.1  | .444    | .375   | .1000 | 2.2    | 1.5 | .7     | .2   | 6.0  | 5.3  |
| 2013–14 | نادي بوديفلنيك لكرة السلة | 7   | 5   | 24.4  | .680    | .333   | .800  | 2.4    | 2.4 | .7     | .1   | 8.0  | 10.6 |

## روابط خارجية
- داينيوس شالنجا على موقع الاتحاد الدولي لكرة السلة (الإنجليزية)
- داينيوس شالنجا على موقع الدوري الإسباني لكرة السلة (الإسبانية)
- داينيوس شالنجا على موقع كرة السلة الأوروبية.كوم (الإنجليزية)
- داينيوس شالنجا على موقع ريلجم (الإنجليزية)
- داينيوس شالنجا على موقع بروبوليرز (الإنجليزية)
- داينيوس شالنجا على موقع سبورتس رفرنس (الإنجليزية)
- داينيوس شالنجا على موقع أوليمبيديا (الإنجليزية)